# NOLR-8

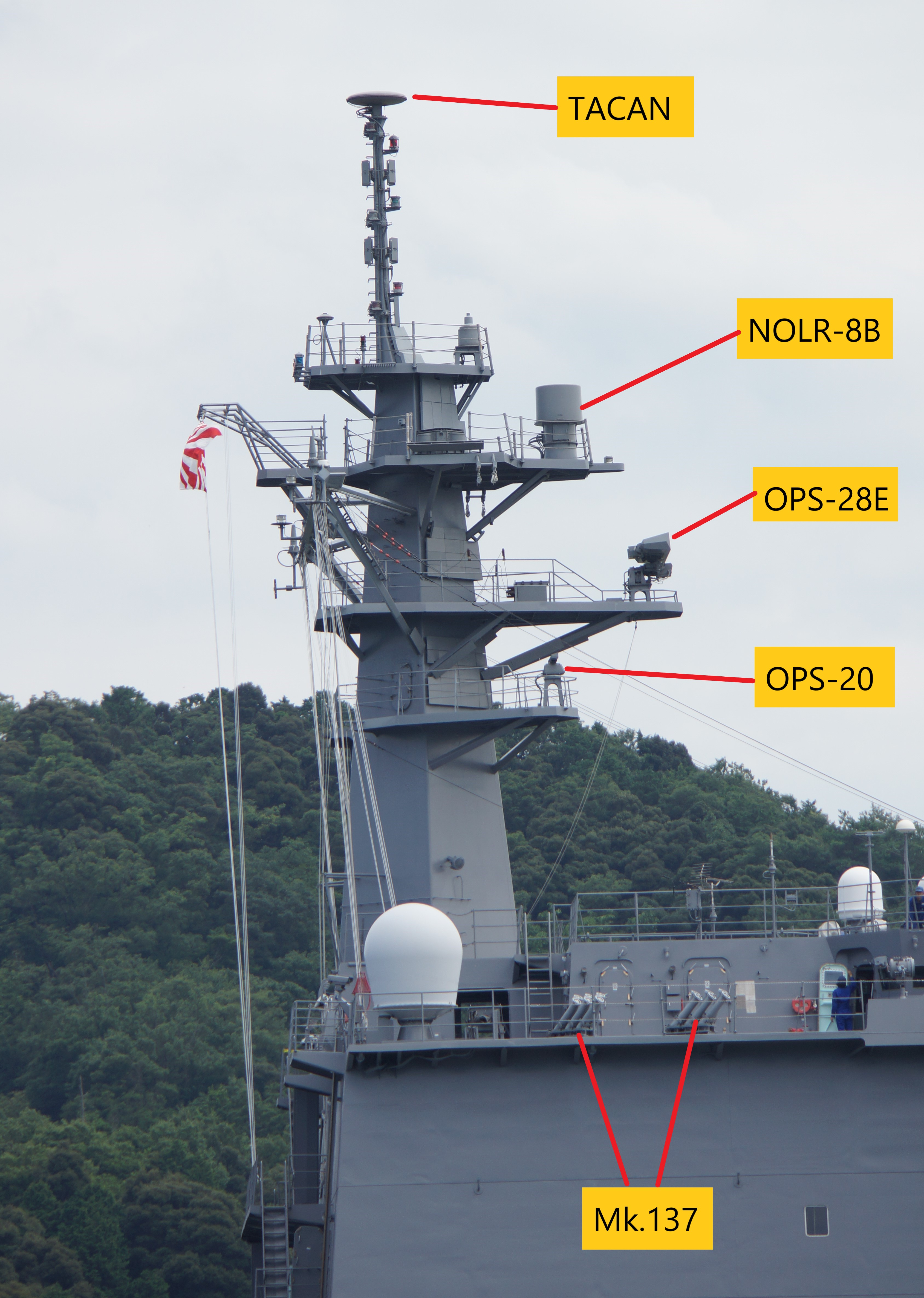
「ましゅう」搭載のNOLR-8Bのアンテナ部（マスト中段）

NOLR-8は、海上自衛隊の電波探知装置（ESM）。対艦ミサイル防御（ASMD）を主眼とした新世代の電子戦装置として、護衛艦（DD）などに搭載された。メーカーは日本電気。

## NOLQ-X
護衛艦用の国産電子戦装置は、まず日本電気を製作者としたDD向けの電波探知装置（ESM）の開発・配備が先行したが、後には三菱電機を製作者としてDDG・DDH向けに妨害（ECM）機能も備えた電波探知妨害装置も開発され、昭和48年度計画艦より、NOLQ-1として装備化された。一方、技術研究本部第4室は昭和50年度より水上艦用電波探知妨害装置（水電妨、NOLQ-X）の開発に着手していた。これは対艦ミサイル防御（ASMD）に対応した次世代の電子戦装置と位置付けられており、脅威電波の瞬時探知、そして大型艦艇の大きいレーダー反射断面積（RCS）に見合った大妨害電力の放射と多目標対処能力が主要課題となった。
このうち、受信装置は日本電気の担当となった。当時、同社はNOLR-6電波探知装置を製造していたが、同機では遠距離探知を重視して手動による探知・計測を主体とした高感度受信能力に開発努力を傾注していたのに対し、ASMDを主眼とする水電妨ではむしろ高速性が重視されることから、瞬時周波数計測 (IFM) 技術とマルチビーム・モノパルス方探技術の開発に重点を置いた。特にIFM技術は、当時世界的に発展途上だったために部品レベルからの独自開発が求められた。一方、妨害装置は三菱電機の担当となり、多目標対処能力を実現する広帯域レンズアンテナ方式を検討した結果、ロットマンレンズ移相器と進行波管（TWT）増幅器を用いたアクティブ・フェーズドアレイ・アンテナが採択された。ただしこのロットマンレンズ移相器の伝送損失が大きく、その低減のために開発努力が傾注された。
昭和52・53年度の部分試作、昭和54・55年度の本試作を経て、昭和56年度から58年度にかけて「ゆきかぜ」において技術・実用試験が行われ、同年度で開発を完了した。しかし水電妨（NOLQ-X）は受信装置だけでも5架構成と、護衛艦に装備するには非常に大掛かりなシステムであった。また10年におよぶ開発期間のために技術的に陳腐化した部分も多かったことから、そのまま装備化するのではなく、その技術的成果を採用することとなった。

## NOLR-8
水電妨（NOLQ-X）の受信装置を担当した日本電気によって、その技術的成果を全面活用した電波探知装置として開発されたのがNOLR-8であった。これは同社のNOLR-6の後継機種と位置付けられたが、このような経緯のために、従来とはまったく別系列のASMD重視の機種となっており、通信波帯ESM機能を削除する一方で、ミサイル・シーカー波の瞬時探知・全方位同時捜索などの機能を備え、また戦術情報処理装置や電波妨害装置との連接にも対応していた。
上記のように、水電妨は受信装置だけでも5架構成であり、DDクラスへの搭載にはあまりに大規模で、価格低減のためにも小型化が求められた。このことから、同時期にアメリカ海軍が装備化したAN/SLQ-32をモデルに、受信装置を1架とするための検討に着手した。小型化のため、まずIFM処理で周波数を多重計測する新しい技術開発を行って、計測ハードウェアを水電妨の半分以下とした。またマルチビーム・モノパルス処理については、処理ハードウェアの耐環境性能を向上させることで、空中線側に大部分の処理を集約するとともに、全体的に実装を高密度化するための再設計を実施して、1架内への収容が実現された。
また水電妨の技術的陳腐化に対応して、新技術の適用による性能向上も図られた。マルチビーム・モノパルス方探については、アンテナのビーム数を水電妨試作機の約4倍として精度・感度を向上させており、またこれに伴うハードウェア規模の増大を抑制するために小型マルチビーム・アンテナを新たに採用して、これにMMIC技術を用いた小型受信モジュールを組み合わせることで小型・高精度化を両立させた。また探知処理については、新たにソフトウェア信号処理を導入することで性能向上を図った。
このように開発された装置は、昭和60年度艦に搭載されて海上公試を迎えたものの、公試中から早くも長短両面が顕在化したことから、海上幕僚監部主導のもと、官民合同の戦力化検討会が設けられ、改良が重ねられた。特に誤追尾とマスト遮蔽の問題への対策が求められることになった。誤追尾の問題は、一般船舶のレーダー電波や地形による反射電波による偽目標を含む多数の目標を探知してしまい、追尾処理が混乱することが主原因であり、追尾分解能の向上による対策が図られたが、ソフトウェア処理を採用していたことが幸いし、大幅な処理の追加にもかかわらず迅速に開発を行うことができた。またマスト遮蔽の問題（マストによる電波の遮蔽）については、艦上での配置について装置メーカー側が容喙することはできないと認識していたのに対し、海幕や造船会社側が予想以上に協力的で、マストの形状自体の変更まで含めた改善が行われた。

### 搭載艦
- あさぎり型護衛艦（58〜61DD） - 60DDよりNOLR-8を搭載、前期建造艦にも後日装備、OLT-3電波妨害装置を併載
- あぶくま型護衛艦（61〜01DE） - NOLR-8・OLT-3
- ましゅう型補給艦（12/13AOE） - NOLR-8B